# Presle
Presle – miejscowość i gmina we Francji, w regionie Owernia-Rodan-Alpy, w departamencie Sabaudia.
Według danych na rok 1990 gminę zamieszkiwało 296 osób, a gęstość zaludnienia wynosiła 26 osób/km² (wśród 2880 gmin regionu Rodan-Alpy Presle plasuje się na 1333. miejscu pod względem liczby ludności, natomiast pod względem powierzchni na miejscu 1021.).